# Zisterzienserinnenabtei San Quirce y Santa Julita (Valladolid)

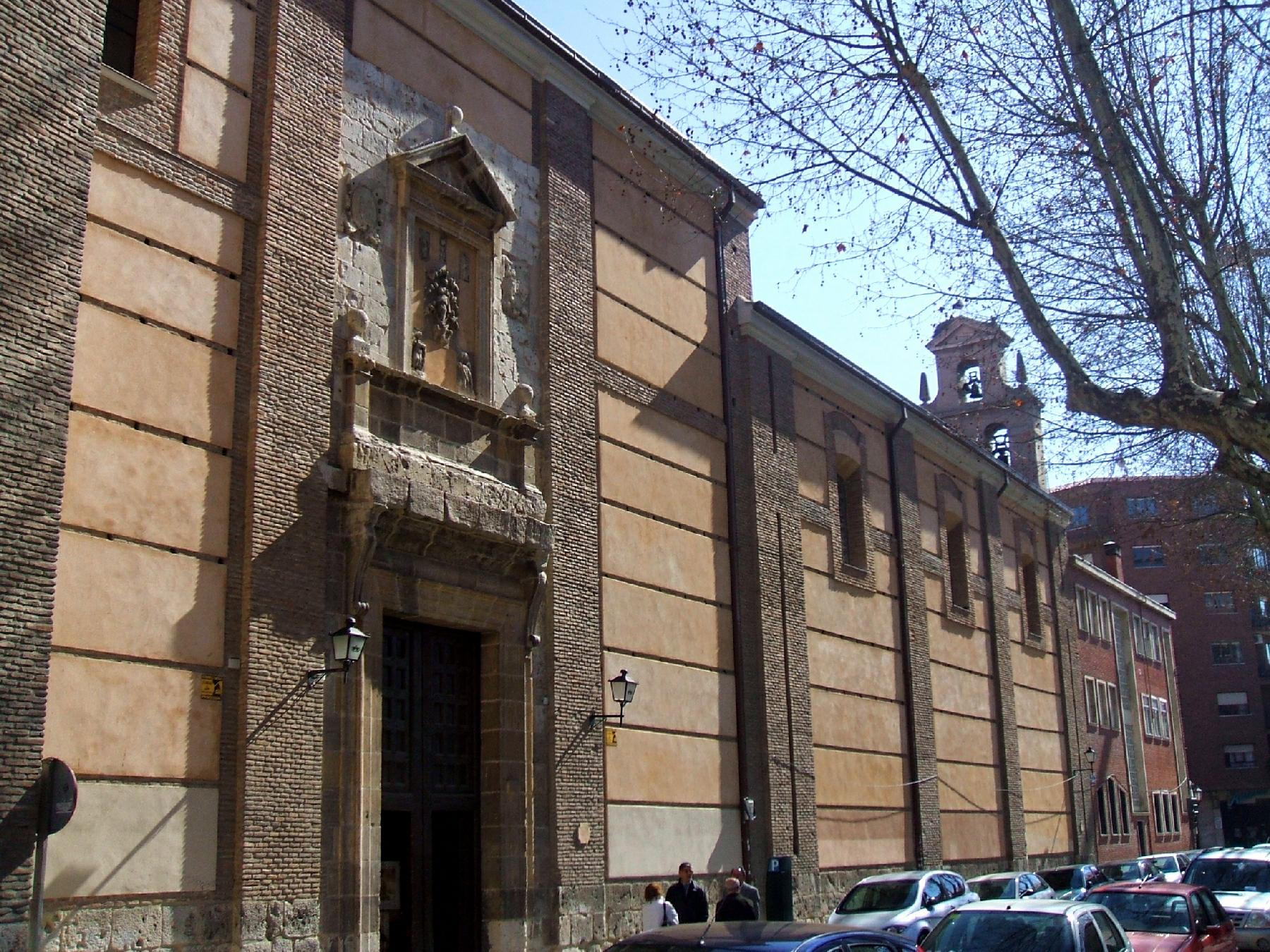
Ehemalige Zisterzienserinnenabtei San Quirce y Santa Julita

Die Zisterzienserinnenabtei San Quirce y Santa Julita war von 1256 bis 2016 ein Kloster zuerst der Benediktinerinnen, dann der Zisterzienserinnen in Valladolid in Spanien.

## Geschichte
Das Kloster Monasterio de San Quirce y Santa Julita (der Heiligen Quiricus und Julitta) hatte als letzten Standort die Plaza Trinidad bzw. die angrenzende Straße Calle de San Quirce. Im 17. Jahrhundert errichtete der Architekt Francisco de Praves (1585–1637) Klostergebäude, insbesondere eine von der Nonne María de Colón in Auftrag gegebene Privatkapelle. Der 1636 durch Hochwasser des Pisuerga zerstörte Chorraum der Kirche wurde 1744 barock erneuert. Ab 1970 wurden die Klostergebäude durch einen Neubau ersetzt. Nachdem der Konvent bereits 2006 als Tochter dem Kloster Las Huelgas Reales zugeschlagen worden war, kam es 2016 endgültig zur Auflösung des Klosters.